# Plethysmochaeta vectabilis
Plethysmochaeta vectabilis är en tvåvingeart som först beskrevs av Charles Thomas Brues 1913.  Plethysmochaeta vectabilis ingår i släktet Plethysmochaeta och familjen puckelflugor. Inga underarter finns listade i Catalogue of Life.